# Anders Iwers
Anders Iwers je švedski glazbenik, vjerojatno najpoznatiji kao basist švedske grupe Tiamat. Njegov je brat Peter Iwers, basist sastava In Flames.
Bio je član dosta grupa, kao Desecrator, Ceremonial Oath, Cemetary, Mercury Tide i In Flames.

## Diskografija
Ceremonial Oath
- The Book of Truth (1993.)
- Carpet (1995.)

Dark Tranquillity
- Atoma (2016.)
- Moment (2020.)

Tiamat
- A Deeper Kind of Slumber (1997.)
- Skeleton Skeletron (1999.)
- Judas Christ (2002.)
- Prey (2003.)
- Amanethes (2008.)
- The Scarred People (2012.)